# Lost Boys 2: The Tribe
Lost Boys 2: The Tribe ist ein US-amerikanischer Horrorfilm aus dem Jahr 2008. Der Film ist die Fortsetzung von The Lost Boys aus dem Jahr 1987. Der Regisseur des Films ist P. J. Pesce. Der Film wurde direkt für den DVD-Markt produziert.

## Handlung
Im kleinen kalifornischen Küstenort Luna Bay verschwinden spurlos Menschen. Der Grund hierfür ist die Vampirclique von Luna Bay: Sobald die Sonne untergegangen ist, machen die Vampire die Straßen und den Strand von Luna Bay unsicher. Jeder, der ihnen dabei in die Quere kommt, wird aus dem Weg geräumt.
Chris, ein Surf-Champion, und seine Schwester Nicole, deren Eltern auf tragische Weise ums Leben gekommen sind, müssen wegen Geldnot zu ihrer Tante nach Luna Bay ziehen. Die Vampirclique um den Surfstar Shane zeigt schnell Interesse an den beiden Neuankömmlingen. Shane verliebt sich in Nicole und beschließt, dass Nicole als Vampir mit ihm bis in alle Ewigkeit leben soll.
Als Chris abgelenkt ist, infiziert Shane Nicole, die daraufhin beginnt, sich in einen Vampir zu verwandeln. Um seine Schwester Nicole zu retten, will Chris nun zusammen mit dem Vampirjäger Edgar Frog Shane und dessen Vampirclique vernichten.

## Wissenswertes
- Angus Sutherland spielte in dieser Fortsetzung von The Lost Boys den Anführer der Vampire, ebenso wie sein Halbbruder Kiefer Sutherland im ersten Film.[1]
- Corey Feldman verkörperte Edgar Frog bereits im ersten Teil von 1987.
- 2010 wurde mit Lost Boys: The Thirst eine weitere Fortsetzung unter der Regie von Dario Piana veröffentlicht.

## Kritiken
- Das Filmportal cinema.de beschreibt den Film folgendermaßen: „Für sich genommen kurzweiliger Blutsauger-Spaß, der als Kultfilm-Fortsetzung aber enttäuscht.“